# Eohippus

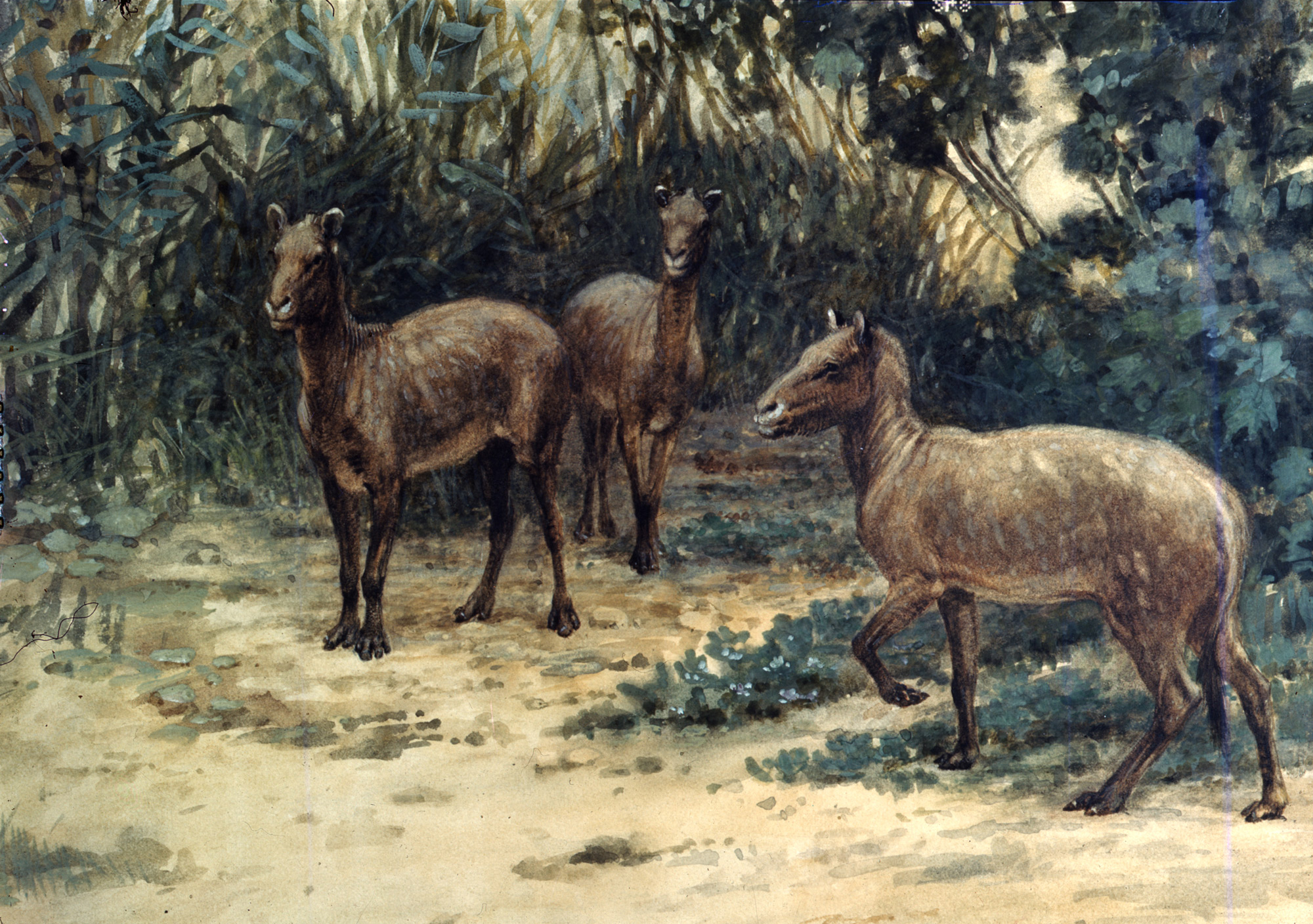
Реставрація

Eohippus — вимерлий рід дрібних ссавців з родини коневих. Єдиним видом є E. angustidens, який довгий час вважався видом Hyracotherium. Його залишки були виявлені в Північній Америці і датуються раннім еоценом (іпрський ярус).
У 1876 році Отніель С. Марш описав скелет, як Eohippus validus, від дав.-гр. ἠώς (eōs, «світанок») і дав.-гр. ἵππος (hippos, «кінь»). Його схожість із скам`янілостями, описаними Річардом Оуеном, була офіційно вказана в статті 1932 року Клайва Форстера Купера. E. validus було перенесено до роду Hyracotherium, який мав пріоритет як назва роду, а Eohippus став молодшим синонімом цього роду. Нещодавно було встановлено, що Hyracotherium є парафілетичною групою видів, і рід тепер включає лише H. leporinum. Було виявлено, що E. validus ідентичний раніше названому виду, Orohippus angustidens Cope, 1875, і отриманий біном, отже, є Eohippus angustidens.
Eohippus мав приблизно 30 см у плечах, що можна порівняти з фокстер'єром, який має до 33 см у висоту в плечі.
У 2023 році, дослідницька група з Великої Британії, США та Нідерландів вивчила скам’янілості перисодактилів (непарнопалих копитних тварин), а також фотографії відбитків копит сучасних коней і деталі їхніх кісток стопи, щоб з’ясувати, що сталося з додатковими пальцями на їхніх ногах. Дослідження предків сучасних коней вважають, що зміни в їхній стопі були результатом еволюційного прогресу. Встановлено, що ранні конячі предки Eohippus angustidens мали копитні ноги з подушечкою під ними, як у сучасних тапірів, з чотирма пальцями на передніх ногах і трьома на задніх.